# Mohamed Helmy
Mohamed Helmy (Jartum, Egipto, 1901 - Berlín, Alemania, 1982) fue un médico egipcio, que fue honrado por Yad Vashem como el primer Justo entre las Naciones de su país, por el rescate y salvamento de una familia judía en el corazón de la Alemania nazi.

## Biografía
Helmy nació en 1901 en Jartum, en lo que entonces era Sudán Anglo-Egipcio y actualmente Sudán, de padre egipcio y madre alemana. Llegó a Berlín en 1922, 11 años antes de que los nazis llegaran al poder, para estudiar medicina, y posteriormente trabajó en el Instituto Robert Koch como urólogo. Tras la promulgación de las infames Leyes de Nuremberg, el Dr. Helmy fue despedido en 1937 por no ser considerado ario.
En la clasificación racial nazi, Helmy fue definido como un "Hamit" o "Camita" (descendiente de Cam, hijo de Noé), un término usado para definir los nativos del Norte de África, el Cuerno de África y el sur de Arabia. Al no ser de raza aria, al Dr. Helmy se le prohibió trabajar en el sistema de salud pública, así como tampoco se le permitió casar con su novia alemana Emmi.
Cuando los nazis comenzaron a deportar sistemáticamente a los judíos para su exterminio a campos de concentración como Auschwitz o Treblinka, Helmy escondió a la judía Anna Boros en una cabaña en las afueras de la ciudad brindando al mismo tiempo, atención médica a sus parientes contra las estrictas instrucciones del alto mando nazi al respecto.
Tras las detención de los parientes de Boros, estos admitieron en los interrogatorios a los que fueron sometidos por la Gestapo, que Anna estaba siendo ocultada por Mohamed, pero este se las arregló para esconderla en la casa de un conocido.
Helmy fue arrestado en 1939 junto con otros ciudadanos egipcios, y liberado en 1940 por problemas de salud, pero continuó ayudando a sus amigos judíos, poniendo su propia vida en peligro de muerte.
Al finalizar la Segunda Guerra Mundial, Helmy retomó sus actividades como médico y contrajo matrimonio con su prometida Emmi, quien murió en 1998. La pareja no tuvo descendientes.